# Črni gad (televizijska nadaljevanka)
Črni gad (tudi Černi gad ali Črnigad; izvirni angleški naslov Blackadder) je skupno ime štirih zgodovinskih televizijskih nadaljevank, ki veljajo za ene najuspešnejših BBC-jevih zgodovinskih situacijskih komedij.
Prvo serijo sta napisala Richard Curtis in Rowan Atkinson, medtem, ko sta ostale napisala Curtis in Ben Elton. Glavna lika vseh serij sta Edmund Blackadder (igra ga Rowan Atkinson) in njegov pomočnik Baldrick (Tony Robinson).
Leta 2000 je bila četrta serija, Blackadder Goes Forth, uvrščena na 16. mesto (od 100.) najboljših britanskih televizijskih programov (seznam je sestavil British Film Institute). Leta 2004 je splošna TV anketa uvrstila Črnega gada na drugo mesto najboljših britanskih situacijskih komedij; premagal ga je le Samo bedaki in konji. 
Serija je v Sloveniji izšla tudi na DVD.